# Hedd Wyn
Hedd Wyn (nacido Ellis Humphrey Evans, 13 de enero de 1887 – 31 de julio de 1917) fue un poeta galés que perdió la vida en la Tercera Batalla de Ypres en el transcurso de la Primera Guerra Mundial. Fue galardonado de forma póstuma con la «silla del bardo» en la celebración del Eisteddfod Nacional de Gales en 1917. Evans, que había conseguido varias sillas por su poesía, adoptó el nombre bardo de Hedd Wyn (en galés: /heːð wɨ̞n/, "paz bendita") en alusión a la luz del sol que atravesaba la niebla en los valles de Meirionnydd.

## Primeros años

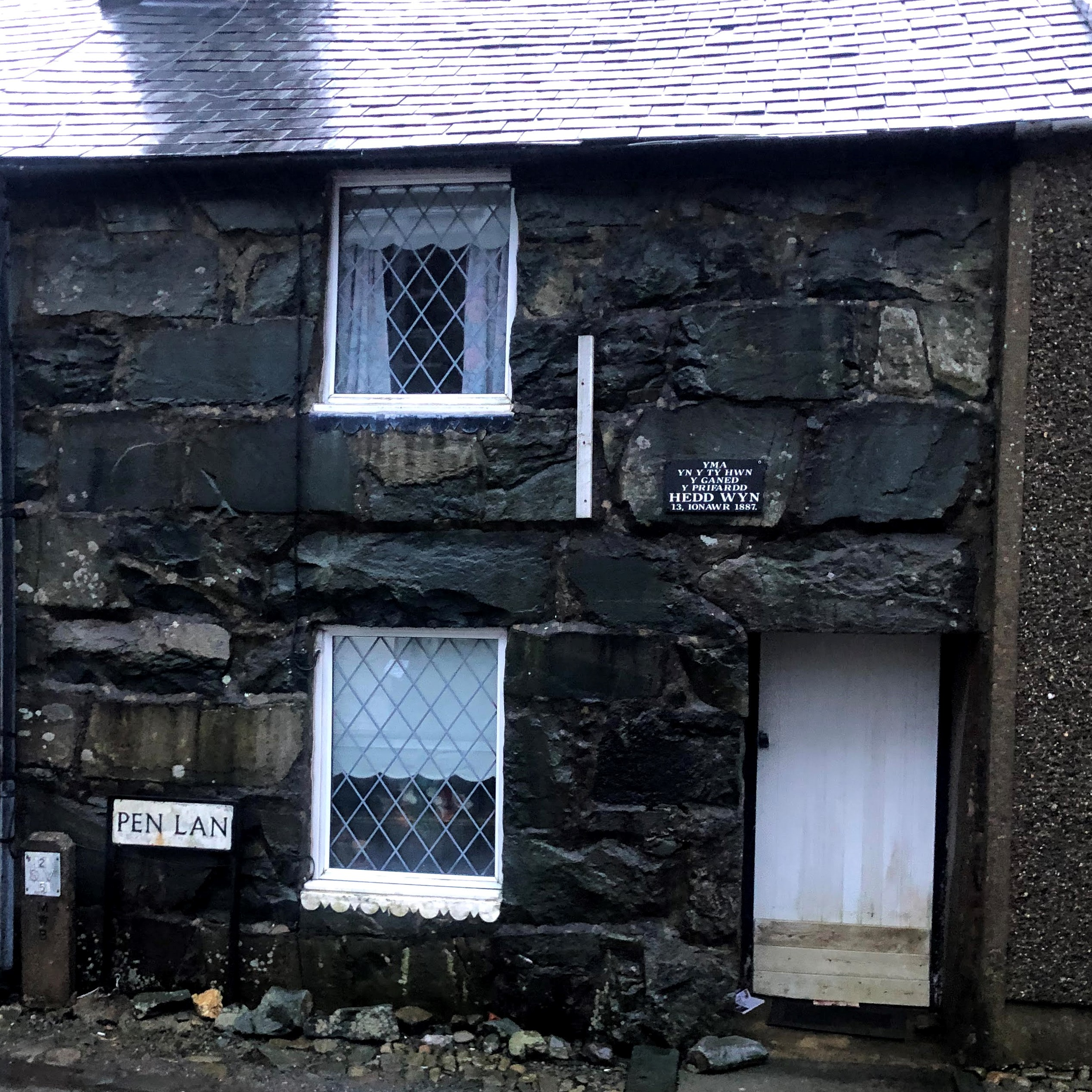
Casa de nacimiento

Ellis Humphrey Evans nació el 13 de enero de 1887 en Pen Lan, una casa en medio de Trawsfynydd, Meirionnydd, Gales. Era el mayor de los once hijos del matrimonio compuesto por Evan y Mary Evans. En la primavera de 1887 la familia se mudó a una granja de 168 acres sobre el monte de Yr Ysgwrn, a pocos kilómetros de Trawsfynydd. La granja era propiedad de unos parientes por vía paterna. Evans pasó toda su vida allí, exceptuando una etapa en la que vivió en el sur de Gales.
Evans recibió educación básica a partir de los seis años en una escuela primaria y en una escuela dominical de la localidad. Abandonó sus estudios al cumplir los catorce años para trabajar como pastor en la granja de su padre. Aunque dejó los estudios a temprana edad, tenía talento para la poesía y compuso su primer poema, "Y Das Fawn" (Pila de turba), cuando tenía once años. Le interesaban tanto la poesía galesa como la inglesa. Su mayor influencia literaria fue la poesía romántica de Percy Bysshe Shelley. Los principales temas de su obra giran en torno a la naturaleza y a la religión.

## Eisteddfodau
Su talento para la poesía no pasó desapercibido en Trawsfynydd. Evans participó en varias competiciones y eisteddfodau locales, ganando su primera silla (Cadair y Bardd) en la localidad de Y Bala, en 1907, a los 20 años. En 1910 adoptó el nombre bardo de Hedd Wyn (que en galés significa "paz bendita"), una referencia a los rayos de sol que atravesaban la niebla de los valles de Meirionydd. El nombre fue sugerencia de Bryfdir en un encuentro de poetas. En 1913 ganó las sillas en los eisteddfodau locales de Pwllheli y Llanuwchllyn, y en 1915 tuvo éxito en otro eisteddfodau en Pontardawe y en Llanuwchllyn. Ese mismo año compuso su primer poema para el Eisteddfod nacional de Gales—Eryri, una oda a Snowdon. En 1916 obtuvo el segundo lugar en la competición nacional del Eisteddfod de Aberystwyth con Ystrad Fflur, un awdl escrito en honor a Strata Florida, una abadía cisterciense medieval cuyas ruinas se encuentran en Ceredigion. Evans se mantuvo firme en su empeño de hacerse con el primer puesto del Eisteddfod nacional el próximo año.

## Primera Guerra Mundial
Hedd Wyn era pacifista cristiano y en un comienzo no se alistó para ir a la guerra, sintiendo que no sería capaz de matar a nadie.
La guerra dividió a los inconformistas galeses. Los inconformistas más tradicionales se oponían a una guerra que generó una importante división entre quienes apoyaban la acción militar y quienes preferían adoptar una postura pacifista esgrimiendo motivos religiosos.
La guerra inspiró la obra de Hedd Wyn, quien produjo algunas de sus piezas más destacadas como Plant Trawsfynydd ("Hijos de Trawsfynydd"), Y Blotyn Du ("El punto negro") y Nid â’n Ango ("No será olvidado"). Su poema, Rhyfel ("Guerra"), sigue siendo uno de sus trabajos más citados.
| Gwae fi fy myw mewn oes mor ddreng, A Duw ar drai ar orwel pell; O'i ôl mae dyn, yn deyrn a gwreng, Yn codi ei awdurdod hell. Pan deimlodd fyned ymaith Dduw Cyfododd gledd i ladd ei frawd; Mae sŵn yr ymladd ar ein clyw, A'i gysgod ar fythynnod tlawd. Mae'r hen delynau genid gynt, Ynghrog ar gangau'r helyg draw, A gwaedd y bechgyn lond y gwynt, A'u gwaed yn gymysg efo'r glaw}} | ¿Por qué debo vivir en esta nefasta era, cuando, en un lejano horizonte, Dios se ha desvanecido, y el hombre, con cólera, ahora empuña el cetro y la vara? El hombre levantó su espada, cuando Dios se fue, para matar a su hermano, y el clamor de los campos de batalla lleva a nuestros hogares la sombra de la guerra. Las arpas a las que cantamos están colgadas, en ramas de sauce, y su estribillo ahogado por la angustia de los jóvenes cuya sangre se mezcla con la lluvia. |

### Reclutamiento

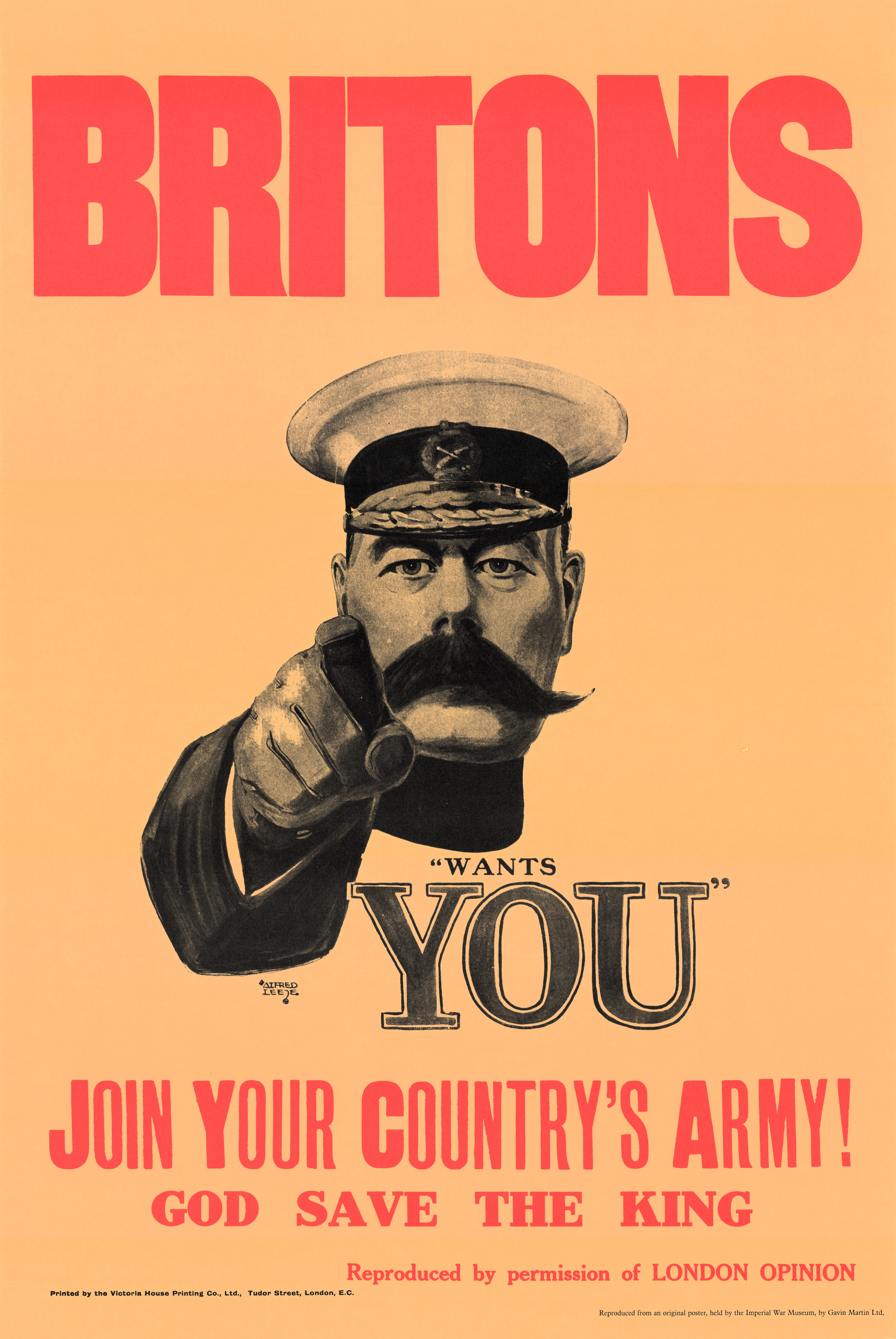
El póster "Lord Kitchener Wants You" (Lord Kitchener Os/Los Requiere) del año 1914 que el Ejército británico utilizó para reclutar soldados.

Aunque el trabajo en la granja era considerado una prioridad nacional, en 1916 la familia de Evans recibió una carta del ministerio de Defensa pidiéndole que alistara a uno de sus hijos en el Ejército británico. Ellis Evans, entonces de 29 años, se alistó en lugar de su hermano menor Robert. En febrero de 1917 se entrenó en el campo de Litherland, Liverpool. En marzo de 1917 el gobierno solicitó la ayuda de varios granjeros en los trabajos de arado, por lo que Evans pudo volver temporalmente a su hogar. Allí estuvo siete semanas, con un permiso que le había otorgado el gobierno. Pasó la mayor parte del tiempo trabajando en su awdl Yr Arwr ("El héroe"), su trabajo para el Eisteddfod nacional. Según su sobrino, Gerald Williams, 
"1917 fue un año húmedo. Él regresó con un permiso de baja por catorce días y escribió su poema, Yr Arwr, sobre una mesa cerca del fuego. Como fue un año tan lluvioso, se quedó otros siete días. Estos siete días extra que se tomó lo hicieron un desertor. La policía militar vino a buscarlo al campo de heno y lo llevó a la prisión de Blaenau. Desde allí viajó a... la guerra en Bélgica. Dejó su poema sobre la mesa porque se tuvo que ir con mucha prisa, así que lo escribió de nuevo durante el viaje. Así hay dos copias: una en Aberystwyth y otra en Bangor."
En junio de 1917 Hedd Wyn se unió al 15.º escuadrón Royal Welsh Fusiliers (Carabineros Reales de Gales), parte de la 38.ª división de infantería (galesa) en Fléchin, Francia. Su llegada le sumió en una depresión, como dejó constar en la cita, "Clima pesado, alma pesada, corazón pesado. Esa es una trinidad molesta, ¿no es verdad?" Sin embargo, en Fléchin terminó su poema para el Eisteddfod y lo firmó con el seudónimo de “Fleur de Lys”. Se cree que el poema se envió a través de Royal Mail a finales de junio de 1917. El 31 de julio de 1917 el 15.º escuadrón marchó a la ofensiva que se conocería más tarde como Tercera Batalla de Ypres.

### Muerte

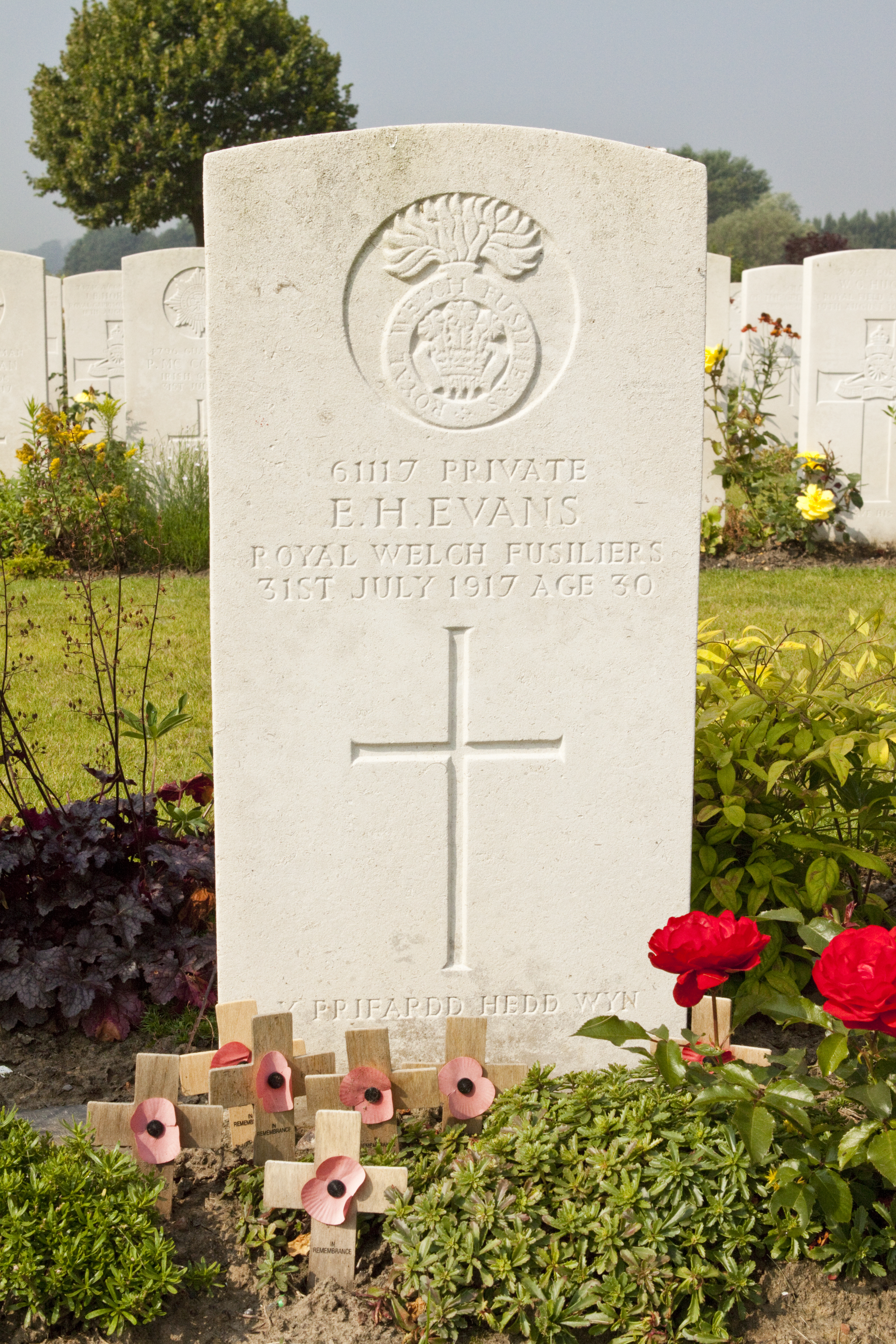
La tumba de Hedd Wyn en el cementerio de Artillery Wood, en Boezinge, Bélgica.

Hedd Wyn fue herido de muerte a poco de haber comenzado la Tercera Batalla de Ypres el 31 de julio de 1917. Cayó en la cresta de Pilckem a las 3:50 a. m. con un intenso bombardeo de las líneas alemanas (este fue el ataque que dio paso a la Tercera Batalla de Ypres). El avance de las tropas se vio obstaculizado por la lluvia, convirtiendo el campo de batalla en un pantano.

Evans, como parte del 15.º escuadrón en servicio, se dirigía al puesto de defensa alemán –situado en las ruinas del poblado belga de Hagebos ("Cruz de hierro")– cuando fue sorprendido y abatido. En una entrevista de 1975 en el Museo de Historia Nacional de St. Fagan, Simon Jones, un veterano del escuadrón de carabineros galeses, recordó: 
"Comenzamos sobre el banco del canal en Ypres y [Evans] fue abatido a mitad de camino hacia Pilckem. He sentido a muchos decir que estuvieron con Hedd Wyn y esto y lo otro, bueno yo estuve con él... le vi caer y puedo decir que fue un disparo en el estómago lo que le mató. Se podría decir que... Él iba delante de mí y le vi caer de rodillas y agarrar dos puñados de barro... Se estaba muriendo, por supuesto... Detrás de nosotros venían con las camillas. No hubo nada – bueno, estarías violando las reglas si fueras a ayudar a alguien que estaba herido cuando estabas en un ataque."
Hedd Wyn fue trasladado a un puesto de primeros auxilios poco después del letal ataque. Todavía consciente, le preguntó al médico: "¿Piensa usted que voy a vivir?" pese a que sus posibilidades de sobrevivir eran escasas. Evans murió a las 11:00 a. m. El poeta de guerra irlandés Francis Ledwidge también falleció ese mismo día cuando un bombardeo alemán le sorprendió mientras bebía té.

## Legado

### Eisteddfod nacional
El 6 de septiembre de 1917 la ceremonia conocida como "Chairing of the Bard" tuvo lugar durante el Eisteddfod nacional, celebrado ese año en Birkenhead Park, Inglaterra. David Lloyd George, el primer ministro británico, cuya lengua nativa era el galés, hizo acto de presencia. El jurado anunció que el ganador era un poema escrito bajo el seudónimo "Fleur de Lys". Las trompetas sonaron para que el autor se identificase. Luego de tres llamadas, el presidente del comité, Evan Rees (Dyfed), anunció que el ganador había muerto en combate hacía seis semanas. La silla desierta fue entonces cubierta con una sábana negra y así se entregó a los padres de Ellis Evans, "El festival en lágrimas y el poeta en su tumba," como dijo Dyfed. El festival se conoce desde entonces como "Eisteddfod y Gadair Ddu" ("El Eisteddfod de la Silla Negra").
La silla fue diseñada a mano por el artista flamenco Eugeen Vanfleteren (1880–1950), un carpintero nacido en Malinas, Bélgica, que había huido a Inglaterra al dar comienzo la guerra y se había establecido en Birkenhead.
Ellis H. Evans fue enterrado en el cementerio de Artillery Wood, cerca de Boezinge. En su lápida se lee la inscripción Y Prifardd Hedd Wyn (en español,  "El gran bardo, Hedd Wyn"). El epitafio fue añadido años más tarde y fue encomendado a la Imperial War Graves Commission.

### Manuscritos y publicaciones

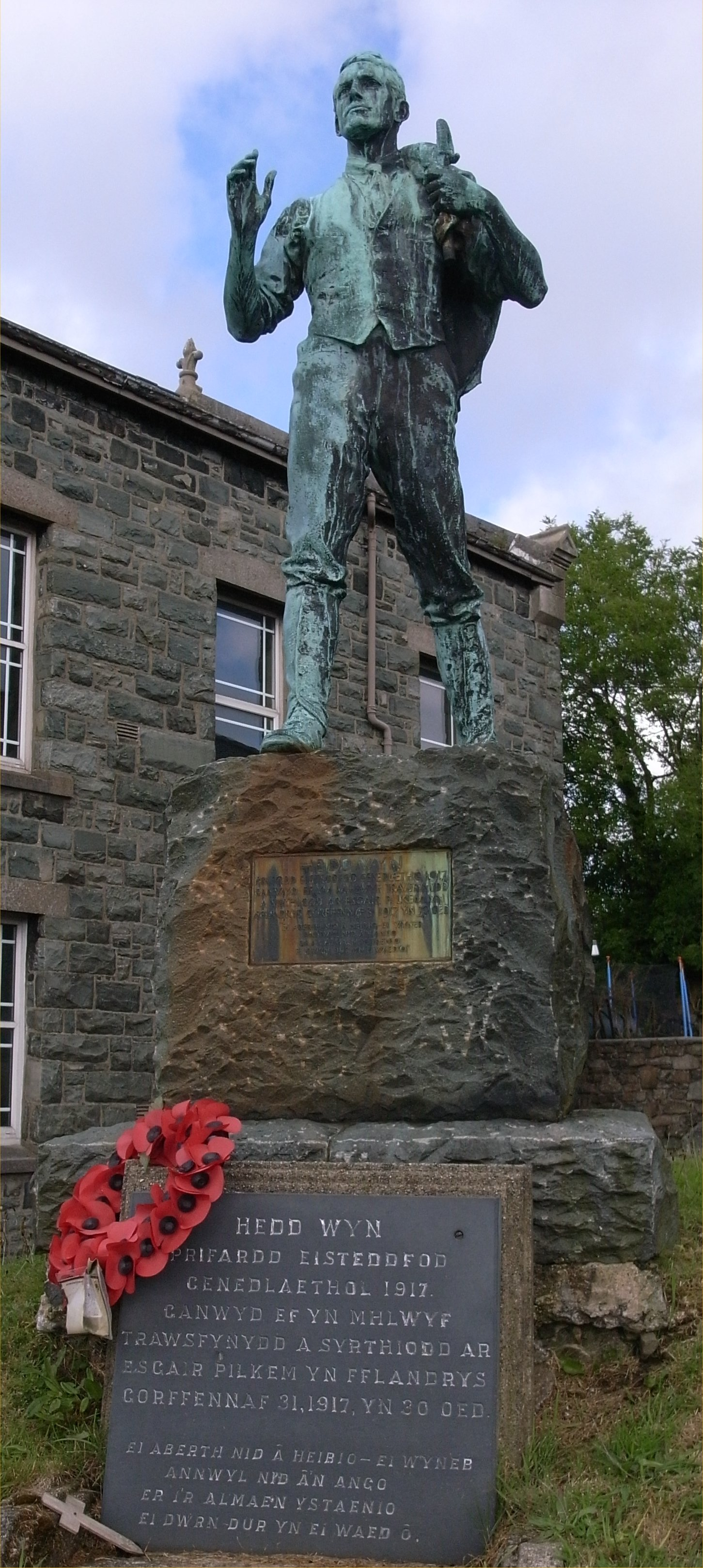
Estatua de Hedd Wyn en su pueblo natal de Trawsfynydd.

Tras el eisteddfod, se formó un comité en Trawsfynydd para preservar el legado del poeta. La operación fue liderada por J. R. Jones, el director de la escuela de la localidad. Todos los manuscritos del poeta fueron recopilados y conservados. Gracias al esfuerzo del comité, la primera antología de la obra del bardo, titulada Cerddi'r Bugail ("Los poemas del pastor"), se publicó en 1918. Los manuscritos se donaron a la Biblioteca Nacional de Gales en 1934.
En 2012 Transfynydd's Merilang Press publicó Hedd Wyn, Ei Farddoniaeth, una antología completa de sus obras en galés.
El poema Yr Arwr ("El héroe"), por el cual Hedd Wyn ganó el Eisteddfod nacional, todavía se considera su mejor obra. La oda consta de cuatro partes y presenta a dos personajes principales, Merch y Drycinoedd ("Hija de las Tempestades") y el Arwr ("Héroe"). Los primeros críticos de la obra no consiguieron ponerse de acuerdo sobre el significado de la oda. Sin embargo, resulta bastante probable que Hedd Wyn, al igual que su poeta favorito Shelley, anhelara una humanidad y un mundo perfectos en medio del caos de la guerra. Merch y Drycinoedd se ha interpretado como un símbolo de amor, de la belleza de la naturaleza y de la creatividad. Yr Arwr, por su parte, simboliza la bondad, la legitimidad, la libertad y la justicia.

### Trawsfynydd
En 1923 se erigió una estatua de bronce de Hedd Wyn vestido como pastor en el centro de su localidad natal. A la ceremonia asistieron la madre y otros familiares y allegados del difunto poeta. La figura tiene un englyn que Hedd Wyn había escrito en honor a un amigo fallecido, Tommy Morris.
| Ei aberth nid â heibio – ei wyneb Annwyl nid â'n ango Er i'r Almaen ystaenio Ei dwrn dur yn ei waed o. | Su sacrificio no fue en vano, su cara En nuestras mentes quedará, Aunque dejó una mancha de sangre Sobre el puño de hierro del dolor alemán. |

La silla de Evans forma parte de una exposición permanente en la granja que sus familiares tienen en el monte, cerca de Trawsfynydd. Gerald Williams, un sobrino del poeta, se encargó de conservar Yr Ysgwrn tal como estaba en 1917. En 2012 fue condecorado con una Orden del Imperio Británico en reconocimiento a su "contribución excepcional" en la preservación de la memoria de su tío bardo. La administración del parque nacional de Snowdonia anunció el día de San David de 2012 que la granja había sido reconocida con el grado II de protección. La gestora del parque se encarga de proteger y preservar el lugar mientras comparte el legado de Hedd Wyn con los visitantes.

### Conmemoraciones por el centenario
En agosto de 2014 se inauguró el Parque de los Caídos de Gales en Ypres, sobre la cresta de Pilckem. El monumento se encuentra muy cerca del sitio donde Hedd Wyn fue abatido en julio de 1917 durante la Tercera Batalla de Ypres.
En 2017 se diseñó una silla barda con motivo del centenario de la muerte de Hedd Wyn. El gobierno de Gales asistió al acto, que tuvo lugar en Birkenhead Park, Inglaterra. También se erigió una placa conmemorativa en el sitio donde se celebró el Eisteddfod nacional de 1917.
En noviembre de 2017, con motivo del Día del Recuerdo, la Biblioteca Nacional de Gales organizó un evento en sus instalaciones exteriores, donde enseñó un vídeo conmemorando la vida y obra de Hedd Wyn. El trabajo formó parte de un proyecto en el que participaron 800 niños y adultos procedentes de diferentes escuelas primarias y secundarias de Gales.

## En la cultura popular

### Cine
La película biográfica antiguerra Hedd Wyn se estrenó en 1992. El largometraje, con Huw Garmon en el papel del poeta, está basado en un guion cinematográfico de Alan Llwyd. La película presenta a Hedd Wyn como un héroe trágico que aborrece el ultranacionalismo en tiempos de guerra y muestra su lucha para evitar ser reclutado. 
En 1993 Hedd Wyn obtuvo el galardón de la Royal Television Society (Sociedad Real de Televisión) en la categoría de mejor drama. Se convirtió en la primera película británica en ser nominada por la categoría de mejor película de habla no inglesa en la 66.ª entrega de los premios Óscar en 1993. En 1994, en la recién estrenada entrega de los premios BAFTA Cymru, la película ganó en seis categorías: mejor director (Paul Turner), mejor diseño (por Jane Roberts y Martin Morley), mejor drama – galés (Shan Davies y Paul Turner), mejor editor (Chris Lawrence), mejor música original (John E.R. Hardy) y mejor guionista – galés (Alan Llwyd).

### Literatura
The Black Chair (La silla negra), una novela para jóvenes escrita por Phil Carradice en 2009, está basada en la vida de Hedd Wyn. En julio de 2017, Y Lolfa publicó An Empty Chair (Una silla desierta), una novela para jóvenes en la que se narra la vida de Hedd Wyn desde el punto de vista de su hermana adolescente Anni (madre de Gerald Williams). Es una adaptación que Haf Llewelyn hizo de su reconocida novela en galés Diffodd Y Sêr.

### Citas
1. ↑  www.poetsgraves.co.uk (ed.). «Hedd Wyn». Consultado el 31 de julio de 2018.
2. ↑  Llwyd (2009), p. 7
3. ↑  Llwyd (2009), p. 17
4. ↑  Literalmente: paz blanca
5. ↑  Dehandschutter, Lieven (2001). Hedd Wyn. A Welsh tragedy in Flanders. Vormingscentrum Lodewijk Dosfel (Gent, Flanders, Belgium) (en inglés). p. 40.
6. ↑  Freepages.books.rootsweb.ancestry.com (ed.). «Texto en línea». Archivado desde el original el 26 de julio de 2011. Consultado el 31 de julio de 2018.
7. ↑  «Improving Learning in College: Rethinking Literacies Across the Curriculum» (en inglés). Google Books. Consultado el 31 de julio de 2018.
8. ↑  Martin Shipton (30 de diciembre de 2014). «The First World War, pacifism, and the cracks in Wales' Nonconformism movement» (en inglés). Wales Online. Consultado el 31 de julio de 2018.
9. 1 2  Alan Llwyd, Out of the Fire of Hell: Welsh Experience of the Great War 1914–1918 in Prose and Verse, Gomer Press, 2008 .
10. ↑  Texto completo Archivado el 27 de abril de 2009 en Wayback Machine. (en galés).
11. 1 2  «Flanders community remembers Welsh dead in 'dark days' of World War I». BBC NEWS. 13 de febrero de 2013. Consultado el 31 de julio de 2018.
12. ↑  «Welsh bard falls in the battle fields of Flanders». Museumwales.ac.uk. 25 de abril de 2007. Archivado desde el original el 21 de junio de 2013. Consultado el 31 de julio de 2018.
13. ↑  Dehandschutter, Lieven (2001). Hedd Wyn. A Welsh tragedy in Flanders. Vormingscentrum Lodewijk Dosfel (Gent, Flanders, Belgium). p. 47.
14. ↑  «Casualty details—Evans, Ellis Humphrey». Commonwealth War Graves Commission. Consultado el 31 de julio de 2018.
15. ↑  «National Library's Page on Hedd Wyn». Llgc.org.uk. 31 de julio de 1917. Consultado el 31 de julio de 2018.
16. ↑  Ellis Humphrey Evans (2012).  Daffni Percival, ed. Hedd Wyn, Ei Farddoniaeth (en galés). Merilang Press. pp. 1-184. ISBN 978-0956937919.
17. ↑  «Texto completo (en galés)». Freepages.books.rootsweb.ancestry.com. Archivado desde el original el 27 de abril de 2009. Consultado el 31 de julio de 2018.
18. ↑  «BBC News – Wales honours: Libyan Mahdi Jibani MBE for medical and interfaith work» (en inglés). BBC NEWS. 29 de diciembre de 2012. Consultado el 1 de agosto de 2018.
19. ↑  «Yr Ysgwrn» (en inglés). www.snowdonia.gov.wales. Consultado el 1 de agosto de 2018.
20. ↑  BBC NEWS, ed. (13 de enero de 2017). «New chair marks Welsh WW1 poet Hedd Wyn's centenary». Consultado el 1 de agosto de 2018.
21. ↑  BBC NEWS, ed. (9 de septiembre de 2017). «Birkenhead festival marks Hedd Wyn Black Chair centenary». Consultado el 1 de agosto de 2018.
22. ↑  BBC NEWS, ed. (5 de octubre de 2017). «Hedd Wyn video installation on National Library of Wales» (en inglés).
23. ↑  British Film Institute, ed. (2017). «Sitio web del British Film Institute». Consultado el 1 de agosto de 2018.
24. ↑  www.imdb.com (ed.). «Premios BAFTA, Gales (1994)» (en inglés). Consultado el 1 de agosto de 2018.
25. ↑  Carradice (2009).
26. ↑  Y Lolfa (ed.). «An Empty Chair: The story of Welsh First World War poet Hedd Wyn» (en inglés). Consultado el 1 de agosto de 2018.